# Trogoxylon aequale
Trogoxylon aequale är en skalbaggsart som först beskrevs av Thomas Vernon Wollaston 1867.  Trogoxylon aequale ingår i släktet Trogoxylon och familjen kapuschongbaggar. Inga underarter finns listade i Catalogue of Life.

## Bildgalleri

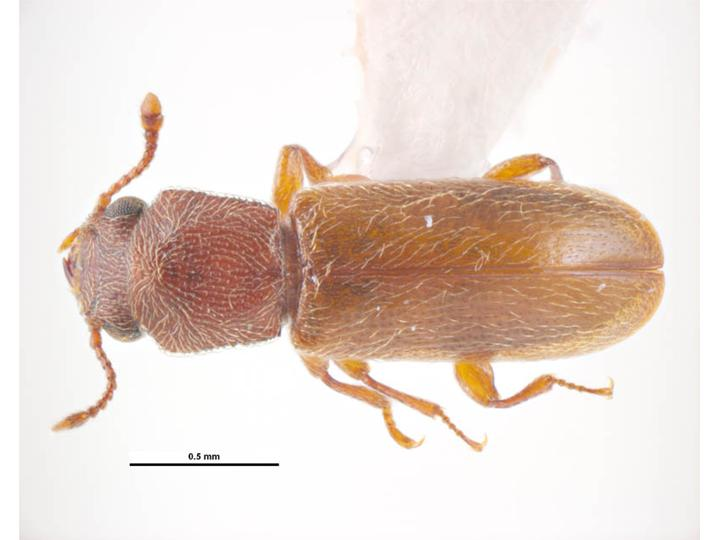